# Louis Pétri
Louis Pétri, né le 9 avril 1919 à La Bastide-d'Engras et mort le 1er novembre 1984 à Cancale, est un résistant français et responsable régional des Francs-tireurs et partisans français en Haute-Bretagne et en Mayenne pendant la Seconde Guerre mondiale.

## Biographie

### Jeunesse
Il est né le 9 avril 1919 dans le Gard. Ses parents, émigrés italiens, s'installent peu après sa naissance en 1924 à Louvigné-du-Désert où son père travaille dans les carrières de pierres.

### Entrée dans la Résistance
En janvier 1942, Louis Pétri est réformé de la Marine pour raisons de santé et doit rentrer chez ses parents. Il s'engage dans les FTPF et va se faire connaitre assez rapidement sous de nom de « Commandant Pétri », dit aussi « Loulou », « Hubert », « Roland » ou « Tanguy ».

### Activité dans la Résistance
Il commence par des actions simples à Louvigné-du-Désert , distribution de tracts, recrutement et en début 1943 il récupère avec Georges Patry des tickets de ravitaillement  lors du cambriolage de la mairie de Louvigné.
Il dirige une série d'attentats assez spectaculaires en Ille-et-Vilaine : 
- déraillement des trains Paris-Rennes, notamment celui du 10 juillet 1943 qui provoque la mort d'environ 200 permissionnaires allemands[3] ;
- sabotage des pylônes électriques, des câbles télégraphiques, attaques de camions allemands ;
- attentats contre les garnisons allemandes, comme la Feldgendarmerie de Fougères...

Il dirige plusieurs groupes FTP dont celui de Fougerolles-du-Plessis, dirigé par Raymond Derenne, Julien Derenne, puis Jules Linais.
Il va superviser aussi :
- la libération de deux résistants à la maison d'Arrêt de Dinan en avril 1944 ;
- la libération de 45 résistants à la maison d'Arrêt de Vitré en mai 1944, à laquelle il participe en personne.

Il participe au Maquis de Lignières-la-Doucelle en juin 1944.

## Décorations
- Chevalier de la Légion d'honneur (radié des matricules à compter du 02/03/1960, par arrêté du grand chancelier en date du 12/09/1960 publié au JORF du 17/09/1960).
- Croix de guerre 1939–1945 avec palme
- Médaille de la Résistance française par décret du 03 août 1946[5]
- Membre d'honneur à titre militaire de l'Ordre de l'Empire britannique

## Hommages
- Il a deux fils : Guy-Fabien et Sylvain.
- Louis Pétri possède en 2013 des rues à son nom dans les villes de Rennes, Louvigné-du-Désert, Noyal-sur-Vilaine et Vitré, rue de l'ancienne maison d'Arrêt.
- Il existe aussi une place Louis Pétri à Crevin[6].
- Une plaque à Dinard au 27, rue Jacques-Cartier, adresse de son poste de commandement est inaugurée en 2013, et indique:  Ici, sous l'occupation allemande, fut le poste de commandement de la résistance dinardaise du commandant Louis Petri et de la mission Koenig parachutée en Mayenne pour y préparer la libération de Dinard par les forces alliées, le 15 août 1944.

## Sitographie
- Site des anciens combattants d'Ille-et-Vilaine créé par un ancien FTP du commandant Pétri : http://memoiredeguerre.pagespro-orange.fr/